# 俄烏戰爭概要
以下大纲是对俄乌战争的概述和主题指南：
俄乌战争是俄罗斯聯邦及其支持的分离主义傀儡与乌克兰之间的持续国际戰爭，戰爭始于2014年2月，即乌克兰尊严革命后，俄罗斯从乌克兰吞并克里米亚之際，當時雙方之間仍沒有大型的流血衝突，直至俄羅斯派出小綠人和亲俄分子占領烏克蘭東部地區顿巴斯，後來俄羅斯資助武裝勢力与乌克兰军队交戰。冲突的最初八年包括小型海战、网络、黑客战，雙方之間的政治緊張局势不斷加劇。直至2022年2月，俄羅斯斯全面入侵烏克蘭，戰爭全面升級。

## 條目概要

### 極重要概述文章
- 俄乌战争
- 顿巴斯战争

主要概览细分
- 俄罗斯入侵乌克兰的前奏
- 俄罗斯入侵乌克兰
- 俄罗斯入侵乌克兰期间的乌克兰抵抗

### 时间线
- 俄羅斯聯邦吞併克里米亞時間軸
- 2014年烏克蘭親俄動亂時間軸
- 頓巴斯戰爭時間軸
- 俄羅斯入侵烏克蘭時間軸

### 俄羅斯國内
- 2014年（英语：2014 in Russia）、2015年（英语：2015 in Russia）、2016年（英语：2016 in Russia）、2017年（英语：2017 in Russia）、2018年（英语：2018 in Russia）、2019年（英语：2019 in Russia）、2020年（英语：2020 in Russia）、2021年（英语：2021 in Russia）、2022年（英语：2022 in Russia）、2023年（英语：2023 in Russia）、2024年（英语：2024 in Russia）

### 烏克蘭國内
- 2014年（英语：2014 in Ukraine）、2015年（英语：2015 in Ukraine）、2016年（英语：2016 in Ukraine）、2017年（英语：2017 in Ukraine）、2018年（英语：2018 in Ukraine）、2019年（英语：2019 in Ukraine）、2020年（英语：2020 in Ukraine）、2021年（英语：2021 in Ukraine）、2022年（英语：2022 in Ukraine）、2023年（英语：2023 in Ukraine）、2024年（英语：2024 in Ukraine）

## 列表
- 涉及俄罗斯和乌克兰的黑海事件列表
- 俄乌战争期间对乌克兰军事援助清单
- 俄乌战争期间对乌克兰人道主义援助清单
- 俄罗斯入侵乌克兰期间受损文化遗址列表
- 俄乌战争军事装备列表
- 俄罗斯人民民兵在乌克兰使用的装备清单
- 俄乌战争期间飞机损失列表
- 俄乌战争期间舰船损失列表
- 入侵乌克兰领土的俄罗斯部队列表
- 俄乌战争期间受到制裁的个人和组织名单
- 俄乌战争期间遇难记者名单
- 俄罗斯入侵乌克兰期间军事行动列表

## 其他主题
- 对弗拉基米尔·泽连斯基的暗杀企图
- 2023年黑海無人機事件
- Bridges in the Russo-Ukrainian War（英语：Bridges in the Russo-Ukrainian War）
- 2022年克里米亞大橋爆炸事件
- 2023年7月克里米亞大橋爆炸事件
- 卡霍夫卡水壩潰決事件
- 2022 Irkutsk military aircraft crash（英语：2022 Irkutsk military aircraft crash）
- 我想活下去 (熱線)
- 克里木纳什
- 乌克兰地雷问题
- 2022年北溪天然气管道泄漏事件
- 白俄羅斯鐵路戰爭 (2022年至今)
- Rail war in Russia (2022–present)（英语：Rail war in Russia (2022–present)）
- Reactions to the 2021–2022 Russo-Ukrainian crisis（英语：Reactions to the 2021–2022 Russo-Ukrainian crisis）
- Reparations from Russia after the Russo-Ukrainian War（英语：Reparations from Russia after the Russo-Ukrainian War）
- 加里寧格勒州過境限制
- 2022 Russian Aerospace Forces An-26 crash（英语：2022 Russian Aerospace Forces An-26 crash）
- 2022 Russian Air Force Ilyushin Il-76 crash（英语：2022 Russian Air Force Ilyushin Il-76 crash）
- 2022年俄羅斯不明原因火災
- 2022年德涅斯特河沿岸袭击
- 核武器与乌克兰
- 2022年叶伊斯克苏-34坠毁事故
- Wagnergate（英语：Wagnergate）
- 瓦格納集團兵變